# Tomoderus klapperichi
Tomoderus klapperichi es una especie de coleóptero de la familia Anthicidae.

## Distribución geográfica
Habita en Indonesia.